# Mariolina Venezia
Mariolina Venezia (* 1961 in Matera) ist eine italienische Schriftstellerin und Drehbuchautorin. 

## Leben
Mariolina Venezia studierte Film an der Scuola Nazionale di Cinema. Sie schreibt Drehbücher unter anderem für die Fernsehserie Don Matteo und drehte selbst mehrere Dokumentarfilme. 
Für ihr Romandebüt Mille anni che sto qui erhielt sie 2007 den Literaturpreis Premio Campiello. Der Familienroman handelt von einer Familie in einem Dorf in der Basilicata über fünf Generationen vom Risorgimento bis in die Arbeitsmigration nach West-Berlin.
Venezia arbeitete eine Zeit in Frankreich und heute in Rom.

## Werke (Auswahl)
- Altri miracoli Roma : Theoria, 1998, ISBN 88-241-0601-3.
- Mille anni che sto qui. Turin : Einaudi, 2006, ISBN 978-88-06-18474-2
  - Tausend Jahre, die ich hier bin : Roman. Übersetzung Susanne van Volxem. München : Piper, 2007
- Come piante tra i sassi. Turin : Einaudi, 2009, ISBN 978-88-06-19103-0.
- Rivelazione all'Esquilino. Rom : Nottetempo, 2011, ISBN 978-88-7452-275-0.
- Da dove viene il vento. Turin : Einaudi, 2011, ISBN 978-88-06-19104-7.
- Maltempo. Turin : Einaudi, 2013, ISBN 978-88-06-20676-5.
- La volpe meccanica. Bompiani, 2014, ISBN 978-8845276897
- Rione Serra Venerdi. Turin : Einaudi, 2018, ISBN 9788806223052

Drehbuch
- Stiamo bene insieme. Regie Elisabetta Lodoli und Vittorio Sindoni (2002)
- Sara May. Regie Marianna Sciveres (2004)